# Замок Баллімалоу
Замок Баллімалоу (англ. Ballymaloe House) — замок Баллімалоу-Хаус — один із замків Ірландії, розташований в графстві Корк, в місті Шанагаррі. Нині в замку чудовий ресторан, що був нагороджений 1 зіркою Мішеліна щороку в період 1975—1980 років. «Мішелін» нагородив ресторан відзнакою «Ред М» — як ресторан «гарного харчування за розумні ціну». Цю нагороду ресторан отримував щороку в період 1981—1994 років. «Егон Ронай» нагороджувало ресторан однією зіркою щороку в період 1975—1981, 1983—1984 та 1987—1988 років. Кухня ресторану — сучасна ірландська кухня.
У 1964 році родина Аллен, яка успадкувала замок Баллімалоу перетворила старовинний будинок у ресторан. Вони назвали ресторан «Кісмната Єйтсів» (англ. — Yeats Room). У 1967 році були створені в замку готельні номери, щоб розмістити гостей, які хотіли залишитися. Пізніше була створена Баллімайська кулінарна школа.
У той час, коли ресторація Баллімалоу була нагороджений зіркою Мішелін, Міртл Аллен був головним шеф-кухарем. З 2008 року Джейсон Фейгі був співголовою шеф-кухаря. У 2011 році до шеф-кухарів приєдналася Джиліан Хегарті.

## Історія замку Баллімалоу
Найдавніший замок на цьому місці був побудований в 1450 році в норманському стилі. Замок побудували аристократи з династії Фіцджеральд, з гілки Десмонд, Фіцджеральди Клойн, зокрема сер Джон Фіц Едмунд Фіц Джеральд. Замок неодноразово руйнувався і будувався заново. Остання будівля була закінчена в 1820 році. У 1990 та в 2000 роках були здійснені ремонтні роботи.